# Josefina-pápualóri
A Josefina-pápualóri (Charmosyna josefinae), korábban Jozefina lóri, a madarak osztályába a papagájalakúak (Psittaciformes) rendjébe és a szakállaspapagáj-félék (Psittaculidae) családjába, azon belül a lóriformák (Loriinae) alcsaládjába tartozó faj.

## Rendszerezés
Egyes szerzők a Glossopsitta nembe sorolják Glossopsitta josefinae néven.

## Előfordulása
Indonézia és Pápua Új-Guinea területén honos.

## Alfajai
- Charmosyna josefinae josefinae (Finsch, 1873)
- Charmosyna josefinae cyclopum (Hartert, 1930)
- Charmosyna josefinae sepikiana (Neumann, 1922)